# José Eusebio Soriano
  José Eusebio Soriano    (Chiclayo, 19 d'abril de 1917 - Buenos Aires, 22 de març de 2011) fou un futbolista peruà de la dècada de 1940.
Passà la major par de la seva carrera a l'Argentina, on fou el llegendari porter de l'equip del River Plate conegut com "la Màquina". També jugà a Atlanta.
Malgrat només disputà un partit amb la selecció del Perú, Soriano és considerat un dels millors porters de la història del futbol peruà. Va morir en una clínica de Buenos Aires el 22 e març de 2011 a 93 després de diversos dies de tractament després d'haver patit una caiguda.

## Referències

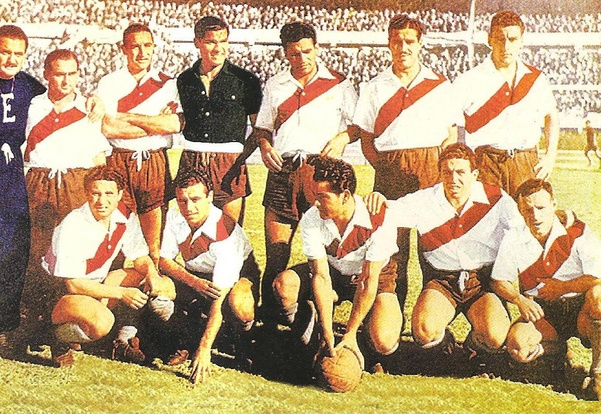
Soriano de negre, a River Plate el 1945.